# Eburia fuliginea
Eburia fuliginea es una especie de escarabajo longicornio del género Eburia, subfamilia Cerambycinae. Fue descrita científicamente por Monné & Giesbert en 1994.
Se distribuye por Costa Rica, Venezuela, Nicaragua y México.

## Sinonimia
- Eburia fuliginea Maes & al., 1994
- Eburia fuliginea Monné & Giesbert, 1994
- Eburia fuliginea Monné & Hovore, 2006
- Eburia fuliginea Monné, 1993
- Eburia fuliginea Noguera, 2002
- Eburia fuliginea Turnbow, Cave & Thomas, 2003
- Eburia fuligineus Chemsak & Linsley, 1982
- Eburia fuligineus Chemsak, Linsley & Noguera, 1992
- Eburia fuligineus Monné, 2005
- Eburia fuligineus Noguera & Chemsak, 1996
- Eburia fuligineus Terrón, 1997
- Pantomallus fuligineus Aurivillius, 1912
- Pantomallus fuligineus Bates, 1880
- Pantomallus fuligineus Bates, 1884
- Pantomallus fuligineus Blackwelder, 1946
- Pantomallus fuligineus Chemsak, 1967
- Pantomallus fuligineus Gemminger & Harold, 1872

Fuente: Catalogue of Life.